# Vanda Gomes
Vanda Gomes (ur. 7 listopada 1988 w Matelândia) – brazylijska lekkoatletka specjalizująca się w biegach sprinterskich.
W 2005 podczas mistrzostw świata juniorów młodszych zdobyła brązowy medal w sztafecie szwedzkiej, a rok później została wicemistrzynią świata juniorów w biegu na 200 metrów. W 2006 wywalczyła także złoty medal podczas mistrzostw Ameryki Południowej w sztafecie 4 × 100 metrów oraz brązowy medal w biegu na 200 metrów. Brąz w biegu na 200 metrów zdobyła także podczas młodzieżowych mistrzostw Ameryki Południowej.
Na młodzieżowych mistrzostwach Ameryki Południowej w 2008 i w 2010 zdobyła złote medale w sztafecie 4 × 100 metrów i srebrne w biegu na 200 metrów.
W 2011 zdobyła złoty medal na igrzyskach panamerykańskich oraz srebro podczas mistrzostw Ameryki Południowej w lekkoatletyce w sztafecie 4 × 100 metrów.
We wrześniu 2014 podczas kontroli antydopingowej w jej organizmie wykryto anastrozol, w wyniku tego zawodniczka została zawieszona na dwa lata za stosowanie dopingu.